# Vaughan Penn
Vaughan Penn amerikai énekesnő.

## Életrajz
Egy észak-karolinai kisvárosban nőtt fel. Középiskola után Los Angelesbe ment. Dalszerzésből élt, különböző televíziós sorozatokhoz és mozifilmekhez írt zenét. Eközben saját szerzeményeivel fel is lépett, és a National Academy of Songwriters az év akusztikus művészének jelölte.
Módszeresen kezdte zenei pályáját kiépíteni, stúdiót rendezett be háza alagsorában. Amikor meghívták fellépőként a MIDEM-re, megragadta az alkalmat, és turnézott egész Európában. Különösen Skandináviában talált nagy visszhangra zenéje. Amerikába való visszatérte után tovább építette karrierjét, zenészként és producerként dolgozott egyszerre.
Zenéje egyedülálló stílusú, keveredik benne a pop, a rock és a népi hagyomány. Igazságról, erőről és szeretetről énekel.

## Albumok
- Somebody Besides Yourself (2001)
- Transcendence (2003)
- Angel’s Fly (2005)
- Over My Head (2007)
- Who’ll Stop The Rain (2007)

## További információ
- Vaughan Penn az Internet Movie Database-ben (angolul)
- Hivatalos honlapja